# MTV Video Music Awards 1984
Gli MTV Video Music Awards 1984 sono stati la 1ª edizione dell'omonimo premio musicale. La cerimonia di premiazione si è tenuta presso il Radio City Music Hall di New York il 14 settembre 1984, condotta da Bette Midler e Dan Aykroyd.

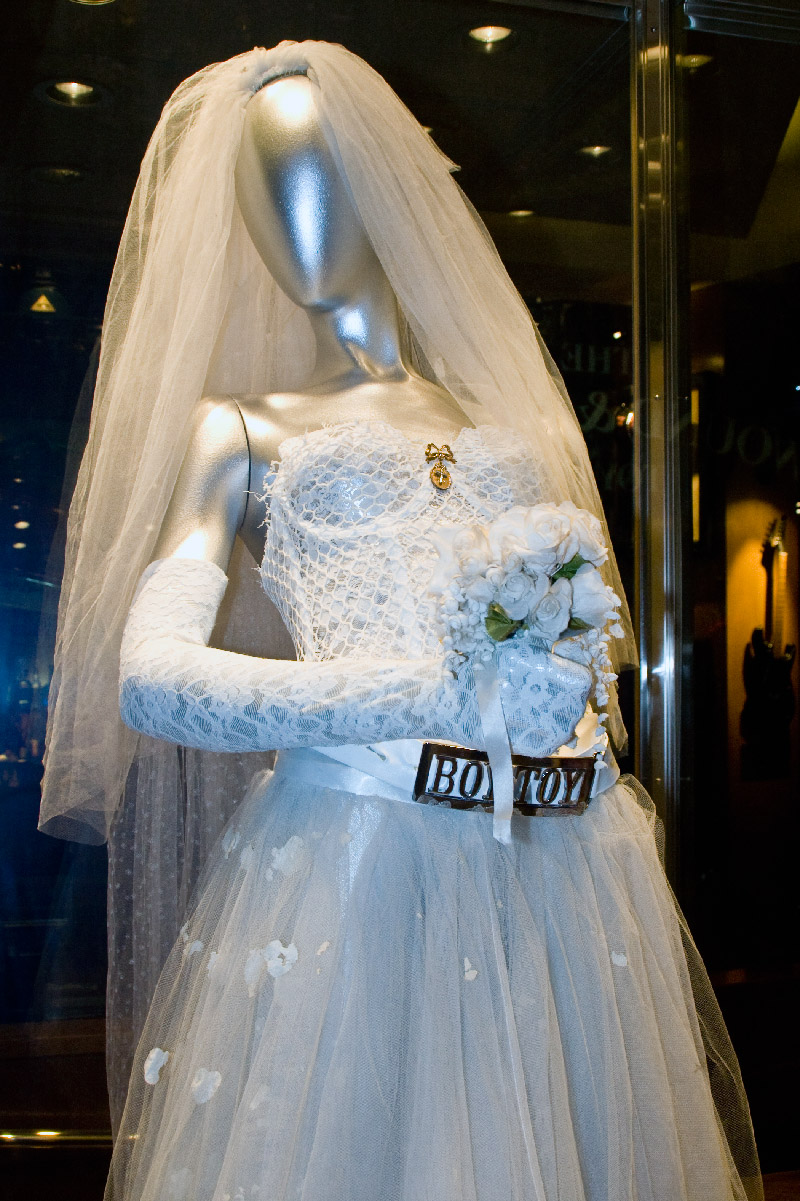
L'abito nuziale utilizzato da Madonna per la sua performance di Like a Virgin durante la serata.

## Cerimonia
Herbie Hancock fu l'artista più premiato della serata, portando a casa cinque premi, seguito da Michael Jackson, che ne vinse tre per il videoclip del singolo Thriller, ma che non si presentò alla serata, mandando a ritirarli al suo posto la sua amica e cantante Diana Ross. I video che ricevettero maggiori nomination furono Rockit di Hancock ed Every Breath You Take dei Police con otto nomination ciascuno. Cyndi Lauper fu l'artista femminile con più nomination della serata, con nove in totale per due dei suoi video: sei per Girls Just Want to Have Fun, che alla fine vinse il moonman come Miglior video femminile, e tre per Time After Time. Il premio come Video dell'anno andò ai The Cars per il video di You Might Think, che fu il primo caso nella storia dei VMA in cui il premio per il video dell'anno non vinse altri premi durante la serata.
Tra le performance principali della serata vi furono quelle di Tina Turner, Huey Lewis & The News e soprattutto quella finale di Madonna che lasciò a bocca aperta il pubblico e fece parlare i media per molti anni: Madonna apparve infatti sul palco spuntando da una gigantesca torta nuziale e indossando un abito da sposa bianco di pizzo sopra ai suoi classici abiti, per la sua interpretazione dal vivo di Like a Virgin che passò alla storia come una delle sue esibizioni più provocatorie e una delle più iconiche nella storia dei VMA.

### Esibizioni
- Rod Stewart
- Madonna
- Huey Lewis and the News
- David Bowie
- Tina Turner
- ZZ Top
- Ray Parker, Jr.

## Vincitori e candidati
I vincitori sono indicati in grassetto.

### Video dell'anno
- The Cars - You Might Think
- Herbie Hancock - Rockit
- Michael Jackson - Thriller
- Cyndi Lauper - Girls Just Want to Have Fun
- The Police - Every Breath You Take

### Miglior video di un artista maschile
- David Bowie - China Girl
- Herbie Hancock - Rockit
- Michael Jackson - Thriller
- Billy Joel - Uptown Girl
- Lionel Richie - All Night Long (All Night)

### Miglior video di un'artista femminile
- Cyndi Lauper - Girls Just Want to Have Fun
- Pat Benatar - Love Is a Battlefield
- Cyndi Lauper - Time After Time
- Bette Midler - Beast of Burden
- Donna Summer - She Works Hard for the Money

### Miglior video di un gruppo
- ZZ Top - Legs
- Huey Lewis and the News - The Heart of Rock & Roll
- The Police - Every Breath You Take
- Van Halen - Jump
- ZZ Top - Sharp Dressed Man

### Miglior artista esordiente
- Eurythmics - Sweet Dreams (Are Made of This)
- Cyndi Lauper - Girls Just Want to Have Fun
- Cyndi Lauper - Time After Time
- Madonna - Borderline
- Wang Chung - Dance Hall Days

### Miglior video concept
- Herbie Hancock - Rockit
- The Cars - You Might Think
- Michael Jackson - Thriller
- Cyndi Lauper - Girls Just Want to Have Fun
- The Rolling Stones - Undercover of the Night

### Miglior video svolta
- Herbie Hancock - Rockit
- The Cars - You Might Think
- Thomas Dolby - Hyperactive!
- The Alan Parsons Project - Don't Answer Me
- Neil Young - Wonderin'

### Miglior esibizione sul palco in un video
- Van Halen - Jump
- David Bowie - Modern Love
- Duran Duran - The Reflex
- Bette Midler - Beast of Burden
- The Pretenders - Middle of the Road

### Miglior esibizione in un video
- Michael Jackson - Thriller
- David Bowie - China Girl
- Cyndi Lauper - Girls Just Want to Have Fun
- The Police - Every Breath You Take
- Van Halen - Jump

### Miglior regia
- ZZ Top - Sharp Dressed Man (Tim Newman)
- The Bongos - Numbers with Wings (Juliano Waldman)
- Ian Hunter - All of the Good Ones Are Taken (Martin Kahan)
- Billy Idol - Dancing with Myself (Tobe Hooper)
- Cyndi Lauper - Time After Time (Edd Griles)
- Huey Lewis and the News - I Want a New Drug (David Rathod)
- The Police - Every Breath You Take (Godley & Creme)
- ZZ Top - Gimme All Your Lovin' (Tim Newman)

### Miglior coreografia
- Michael Jackson - Thriller (Michael Jackson e Michael Peters)
- Toni Basil - Over My Head (Toni Basil)
- Elton John - I'm Still Standing (Arlene Phillips)
- Bette Midler - Beast of Burden (Toni Basil)
- Donna Summer - She Works Hard for the Money (Arlene Phillips)

### Migliori effetti speciali
- Herbie Hancock - Rockit (Godley & Creme)
- The Cars - You Might Think (Charlex)
- Thomas Dolby - Hyperactive! (David Yardley)
- Billy Idol - Dancing with Myself (Eric Critchley)
- Talking Heads - Burning Down the House (David Byrne e Julia Hayward)

### Miglior scenografia
- Herbie Hancock - Rockit (Jim Whiting e Godley & Creme)
- The Cars - You Might Think (Bob Ryzner)
- Billy Idol - Dancing with Myself (Kim Colefax)
- The Police - Every Breath You Take (Kim Colefax e Godley & Creme)
- Queen - Radio Ga Ga (Bryce Walmsley)

### Miglior montaggio
- Herbie Hancock - Rockit (Roo Aiken e Godley & Creme)
- Duran Duran - The Reflex (Steven Priest)
- Billy Idol - Eyes Without a Face (Kris Trexler)
- Elton John - I'm Still Standing (Warren Lynch)
- The Police - Every Breath You Take (Roo Aiken e Godley & Creme)
- ZZ Top - Legs (Sim Sadler e Bob Sarles)
- ZZ Top - Sharp Dressed Man (Sim Sadler)

### Miglior fotografia
- The Police - Every Breath You Take (Daniel Pearl)
- David Bowie - China Girl (John Metcalfe)
- Billy Idol - Eyes Without a Face (Tony Mitchell)
- Kiss - All Hell's Breakin' Loose (Tony Mitchell e Jim Crispi)
- John Cougar Mellencamp - Authority Song (Daniel Pearl)
- Stray Cats - (She's) Sexy + 17 (Harry Lake)

### Miglior video scelto dal pubblico
- Michael Jackson - Thriller
- The Cars - You Might Think
- Herbie Hancock - Rockit
- Cyndi Lauper - Girls Just Want to Have Fun
- The Police - Every Breath You Take

### MTV Video Music Award alla carriera
- The Beatles
- David Bowie
- Richard Lester

### Special Recognition Award
- Quincy Jones[4]